# .nu
.nu (Niue) é o código TLD (ccTLD) na Internet para o Niue. Por causa da similaridade fonética com new (novo, em Inglês), esse código TLD foi divulgado como "o novo TLD", no qual havia uma abundância de nomes bons disponíveis.[carece de fontes?] Esse domínio também é comum na Suécia, Dinamarca, Bélgica e nos Países Baixos, porque, nesses países, nu significa agora.[carece de fontes?]